# B-1 Lancer

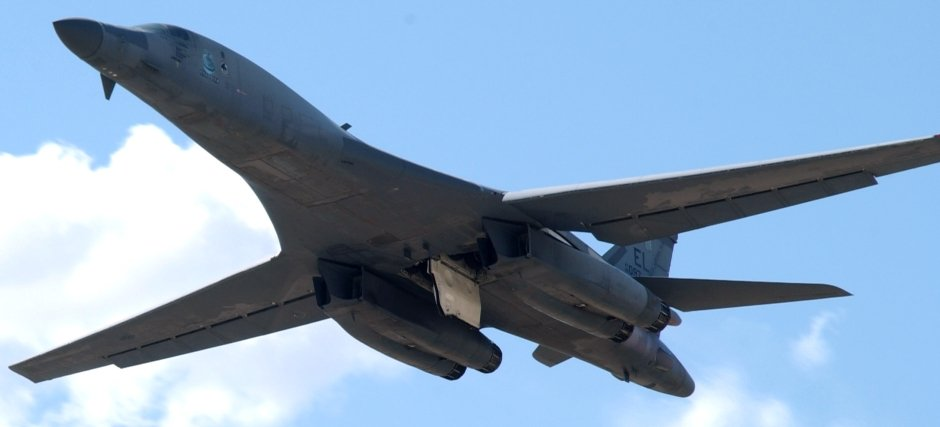
B1 Lancer met volledig uitgeklapte vleugels voor meer lift tijdens opstijgen en landen en vliegen met lage snelheid

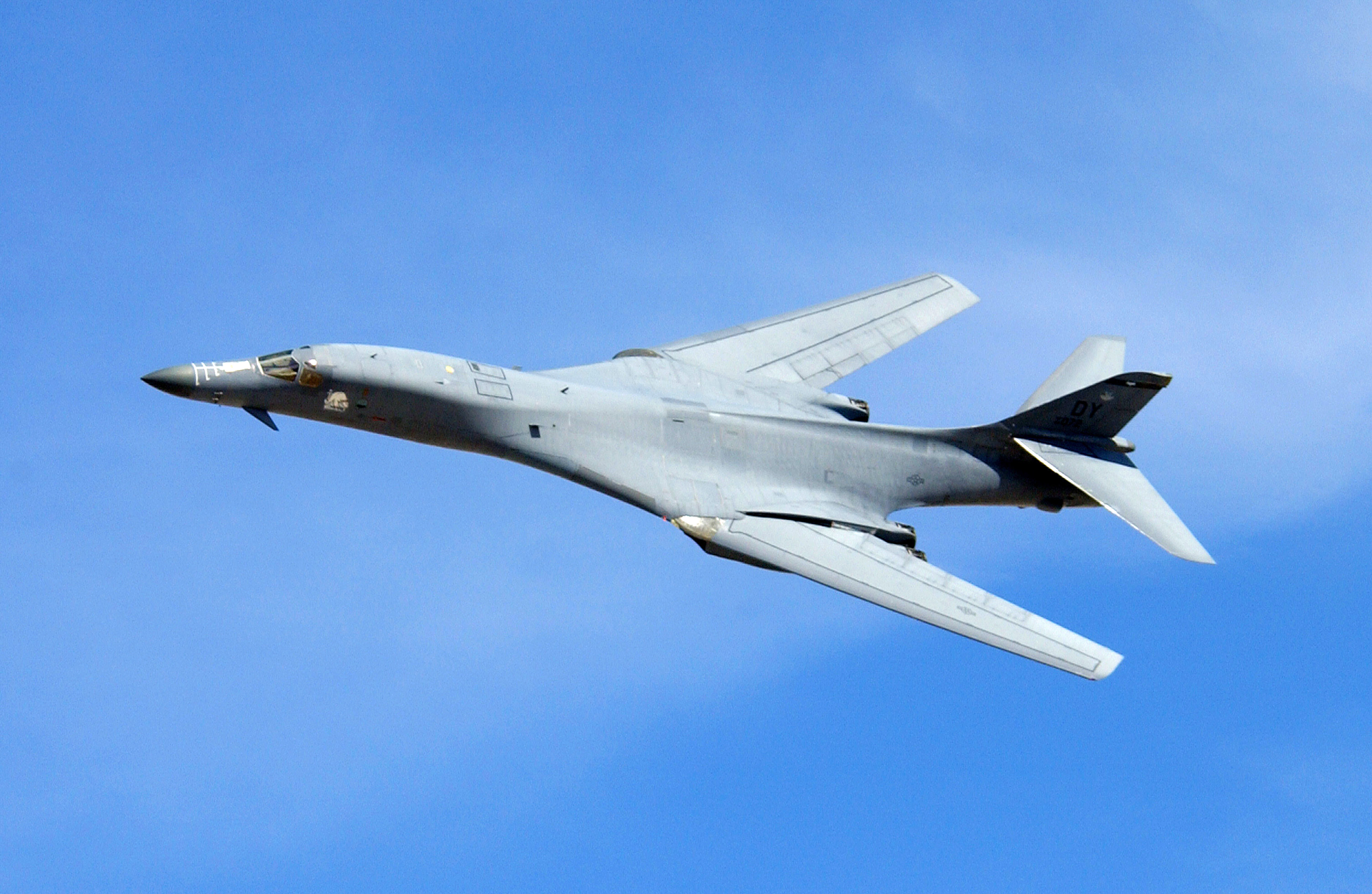
Een Bone met naar achteren geklapte vleugels voor vliegen met hoge snelheid

De Rockwell B-1 Lancer is een strategische bommenwerper van de Amerikaanse luchtmacht USAF. Hoewel hij ontworpen was als nucleaire bommenwerper, kan de B-1 sinds 1994 enkel nog conventionele wapens dragen. Hij wordt beschouwd als opvolger voor de oude Boeing B-52 en wordt in staat geacht zonder bijtanken intercontinentale missies uit te voeren en door geavanceerd vijandige luchtafweer heen te dringen.
De bemanning bestaat uit vier personen: twee piloten en twee systeemoperatoren.
Met zijn zwenkvleugelontwerp en turbofanmotoren heeft de Lancer niet alleen een groot bereik maar kan hij zeer hoge snelheden op boomtophoogte bereiken. Ook heeft het toestel door een lage radar cross-section en een groot aantal elektronische tegenmaatregelen, geïntegreerd in het AN/ALQ 161A ECM-pakket een zeer grote overlevingskans.
Er werden 100 toestellen gebouwd waarvan er nog 66 operationeel zijn. Uitgaand van het gemiddeld aantal vlieguren wordt geschat dat deze toestellen rond 2038 het eind van hun operationele loopbaan bereiken.

## Geschiedenis
Het B-1A-ontwerp ter vervanging van de B-52 dateert uit midden jaren 70.
Van dit type zijn er slechts vijf gebouwd die voornamelijk als testtoestel dienden voor de nieuw ontwikkelde elektronische offensieve systemen. Ze waren niet van defensieve ECM voorzien. Een van deze toestellen verongelukte tijdens de tests.
De B-1B is eigenlijk de aangepaste B-1A maar met geavanceerde offensieve en defensieve avionics, een grotere wapenlast (drie bomruimen en de mogelijkheid om wapensystemen onder de vleugels mee te nemen), groter bereik en hogere snelheid. Hierdoor werd de B-1B ook 3% groter dan de B-1A. De B-1B heeft diverse records gevestigd wat betreft snelheid, lading en afgelegde afstand.
De eerste B-1B werd afgeleverd in juni 1985 en de eerste eenheid werd in oktober 1986 operationeel. De 100e en laatste Lancer werd in mei 1988 afgeleverd.

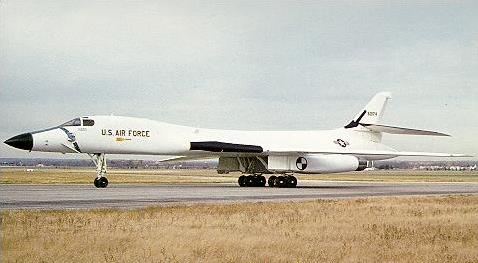
Van de B-1A werden er vijf gebouwd

## Inzet
B-1B’s zijn in de loop van de tijd betrokken geweest bij de volgende operaties
- Desert Fox (Irak, 1998)
- Operatie Allied Force (Kosovo, 1999),
- Enduring Freedom (Afghanistan, 2001+),
- Iraqi Freedom (2003+)
- Odyssey Dawn (Libië, 2011)
- Vergeldingsaanval op de Iraanse Garde en milities in Irak en Syrië (2024)

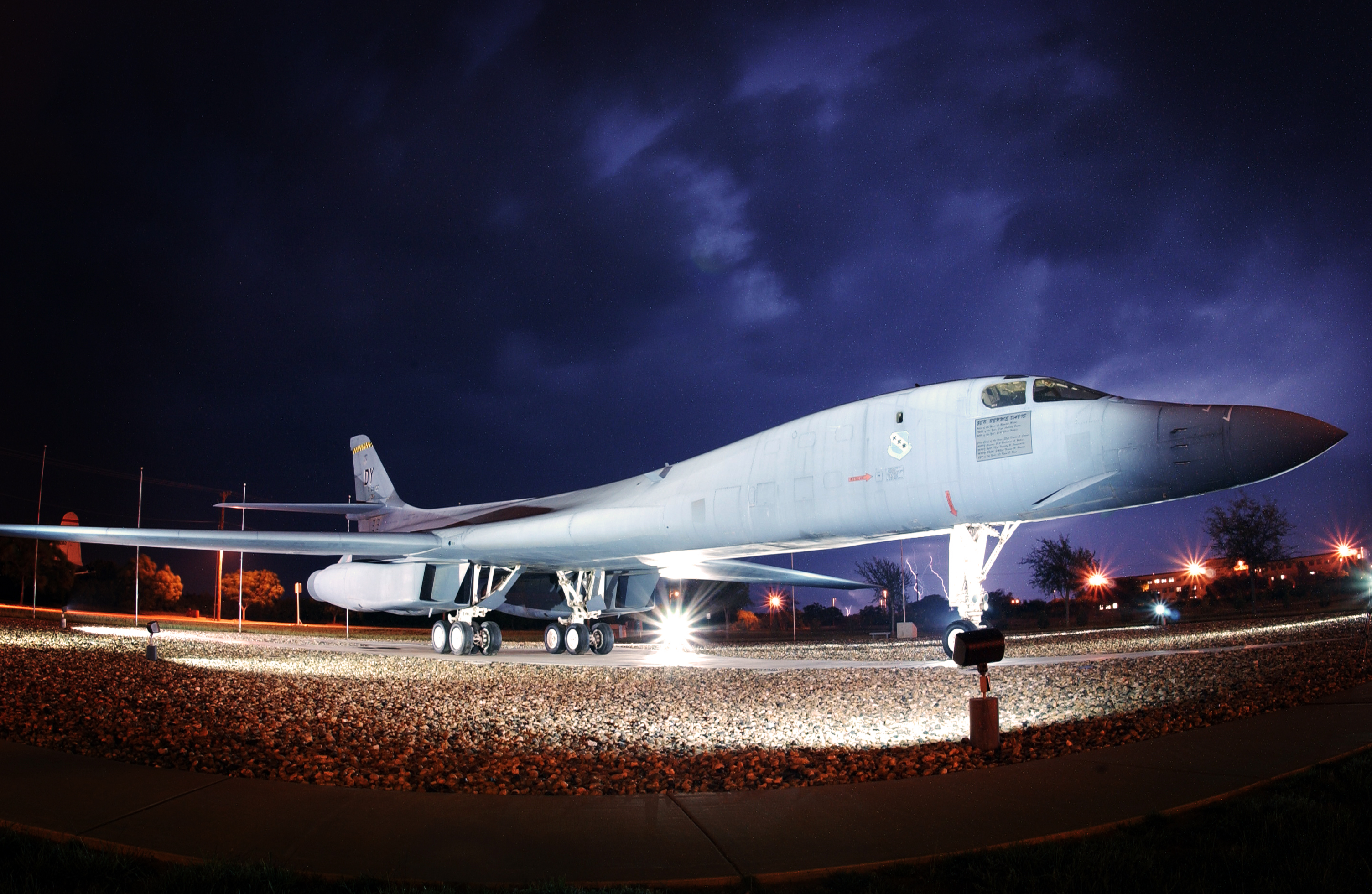
B-1B avondopstelling

## Heden
De Lancer is operationeel bij de volgende USAF-eenheden
- 9th Bomb Wing op Dyess Air Force Base, Texas
- 28th Bomb Wing op Ellsworth Air Force Base, South Dakota

Tot 2002 vloog de Lancer ook bij de volgende eenheid
- 366th Expeditionary Wing op Mountain Home Air Force Base, Idaho

en bij deze eenheden van de Air National Guard
- 116th Operations Group op Robins Air Force Base, Georgia
- 184th Bomb Group op McConnell Air Force Base, Kansas

## Trivia
- Als de benaming B1 in het Engels uitgeschreven wordt, staat er B-one, wat dit vliegtuig de bijnaam Bone heeft bezorgd. Insiders gebruiken informeel de naam Lancer niet.[1]